# Sangalopsis coccineata
Sangalopsis coccineata är en fjärilsart som beskrevs av Walker 1865. Sangalopsis coccineata ingår i släktet Sangalopsis och familjen mätare. Inga underarter finns listade.